# Diocesi di Gilba
La diocesi di Gilba (in latino: Dioecesis Gilbensis) è una sede soppressa e sede titolare della Chiesa cattolica.

## Storia
Gilba, nell'odierna Algeria, è un'antica sede episcopale della provincia romana di Numidia.
Le fonti documentarie menzionano due vescovi Gilbensis, Donato e Felice, i cui nomi appaiono nella lista dei vescovi della Numidia convocati a Cartagine dal re vandalo Unerico nel 484; Donato, come tutti gli altri vescovi cattolici africani, fu condannato all'esilio, mentre Felice era già deceduto in occasione della stesura di questa lista. Secondo Mesnage e Mandouze uno di questi due vescovi potrebbe appartenere alla diocesi di Gibba. Toulotte invece ritiene che siano esistite due sedi vescovili con lo stesso nome Gilbensis. Jaubert infine è del parere che probabilmente Gibbensis e Gilbensis siano varianti per lo stesso nome, ossia Gibba: la presenza di due vescovi nella lista del 484 è spiegabile, secondo questo autore, col fatto che, essendo morto Felice, la lista riportò anche il nome del suo successore Donato.
Dal 1933 Gilba è annoverata tra le sedi vescovili titolari della Chiesa cattolica; vescovo titolare è Joseph Lafontant, già vescovo ausiliare di Port-au-Prince.

## Cronotassi

### Vescovi residenti
- Donato o Felice † (menzionato nel 484)

### Vescovi titolari
- Joseph Mark Gopu † (8 luglio 1948 - 8 gennaio 1953 nominato vescovo di Hyderabad)
- Honoré Marie Van Waeyenbergh † (1º settembre 1954 - 19 luglio 1971 deceduto)
- Príamo Pericles Tejeda Rosario † (10 maggio 1975 - 8 novembre 1986 nominato vescovo di Baní)
- Joseph Lafontant, dal 25 novembre 1986